# فلاديمير فيدوسييف
فلاديمير فيدوسييف (بالروسية: Федосеев, Владимир Васильевич)‏ Vladimir Fedoseev (ولد في 16 فبراير 1995) لاعب شطرنج روسي يحمل لقب أستاذ كبير.

## إنجازات
- شارك في كأس العالم للشطرنج عام 2015 و2017.
- تعادل على المركز الثاني في دورة تشيغورين التذكارية عام 2010، وحل سابعاً بعد مباراة تحديد الغالب.
- فاز ببطولة روسيا تحت 18 سنة عام 2011.
- فاز بالمركز الثاني في بطولة العالم تحت 18 سنة عام 2011.
- تعادل على المركز الأول في دورة بول كيريس التذكارية في تالين عام 2014، مع ألكسي شيروف، وحل ثانياً بعد مباراة تحديد الغالب.
- فاز ببطولة أوروبا تحت 18 سنة عام 2013 في الجبل الأسود.
- فاز بالميدالية البرونزية في بطولة أوروبا للشطرنج عام 2014 المقامة في يريفان في أرمينيا، وتأهل بالتالي إلى كأس العالم للشطرنج.
- فاز بالمركز الثالث في دورة ليك سيفان في أرمينيا عام 2014.
- فاز بدورة فلاديمير دفوركوفيتش التذكارية للشطرنج في تاغانروغ عام 2015.
- تعادل على المركز الأول في بطولة دبي المفتوحة عام 2015، وحل ثالثاً بعد مباراة تحديد الغالب، وفاز أيضاً بفئة الشطرنج السريع في هذه البطولة.
- تعادل على المركز الأول في دورة غرينكه المفتوحة للشطرنج في مدينة كارلسروهه في ألمانيا عام 2016، مع كل من ماتياس بلوباوم، نيكيتا فيتيوغوف، ميلوش بيرونوفيتش، ني هوا، فرانسيسكو باييخو بونس، وحل ثانياً بعد مباراة تحديد الفائز.
- فاز بدورة إيروفلوت المفتوحة للشطرنج في مارس 2017، مما أكسبه دعوة للمشاركة في ملتقى شطرنج دورتموند شباركاسن، المقام في يوليو من نفس العام، حيث هزم فلاديمير كرامنيك في الجولة الافتتاحية، وفاز بالمركز الثاني بعد مباراة تحديد الغالب مع الفرنسي ماكسيم فاشييه لاغراف.
- تعادل على المركز الأول في بطولة أوروبا للشطرنج في يونيو 2017، مع كل من ماكسيم ماتلاكوف وبادور جوبافا، وحل ثالثاً بعد مباراة تحديد الغالب.
- فاز مع الفريق الروسي بالميدالية الفضية في بطولة فرق العالم للشطرنج في يونيو 2017 المقامة في خانتي مانسييك الروسية.
- بلغ ربع نهائي كأس العالم للشطرنج في سبتمبر 2017، بعدما هزم يوسنيل باكالاو ألونسو، إرنستو إيناركييف، هيكارو ناكامورا، ماكسيم رودشتيان. وخرج بعد هزيمته أمام ويسلي سو.
- فاز بدورة يوري إليسييف التذكارية للشطرنج في عام 2017 المقامة في موسكو بنتيجة 4.5 من 5 نقاط.
- تعادل على المركز الثالث والرابع مع دانييل دوبوف في نهائي سوبر البطولة الروسية في سانت بطرسبورغ عام 2017، وحل خامساً بعد مباراة تحديد الغالب.
- فاز بالميدالية الفضية في بطولة العالم للشطرنج السريع في ديسمبر 2017 المقامة في الرياض، بعد هزيمته أمام الهندي فيشفاناثان أناند.

## تصنيف إيلو
- بلغ تصنيف إيلو 2724 نقطة في يناير 2018.

## روابط خارجية
- فلاديمير فيدوسييف على موقع الاتحاد الدولي للشطرنج (الإنجليزية)
- فلاديمير فيدوسييف على موقع مباريات الشطرنج (الإنجليزية)
- فلاديمير فيدوسييف على موقع 365Chess.com (الإنجليزية)
- فلاديمير فيدوسييف على موقع Chesstempo.com (الإنجليزية)
- فلاديمير فيدوسييف على موقع الاتحاد الأمريكي للشطرنج (الإنجليزية)